# 御鍬村
御鍬村（おくわむら）は、かつて愛知県幡豆郡にあった村である。
現在の西尾市の一部（高河原町・岡島町・和気町・尾花町・江原町・大和田町など）に該当する。

## 歴史
- 1889年（明治22年）10月1日 - 高河原村、岡島村、和気村、尾花村、江原村、大和田村が合併し、御鍬村が発足。
- 1906年（明治39年）5月1日 - 川崎村、吹羽良村と合併し、三和村が発足。同日御鍬村は廃止。

## 教育
- 江原尋常小学校（現・西尾市立三和小学校の前身校のひとつ）